# MS Emma Mærsk
Emma Mærsk – kontenerowiec typu Mærsk E-class należący do duńskiego przedsiębiorstwa A.P. Møller-Mærsk.
Został zbudowany w duńskiej stoczni i  zwodowany w 2006 roku. Do listopada 2012 (wejście do służby CMA CGM Marco Polo) był to największy i najdłuższy kontenerowiec na świecie. Mierzy 397,7 metrów długości oraz 56,4 metrów szerokości. Jego pojemność wynosi 14,5 tys. TEU (kontenerów 20 stopowych).
Nazwę nadano mu 12 sierpnia 2006 roku a w swój dziewiczy rejs wypłynął 8 września 2006 roku. Emma Mærsk to pierwszy kontenerowiec typu Mærsk E-class, do roku 2010 zbudowano 7 bliźniaczych statków.